# Oleoplasto

Diferenciación de los oleoplastos

Los oleoplastos, también llamados elaioplastos o lipoplastos son plastidios que almacenan aceites o grasas. Se encuentran en criptógamas (hepáticas) y en algunas monocotiledóneas.
Los plastidios se originan a partir de un protoplasto, que es producto del mecanismo de división celular que se desarrolla por la  presencia de luz, o que en el caso de los oleoplastos, está determinado en los genes de la planta.